# کاربردپذیری
در طراحی تعامل، کاربردپذیری (به انگلیسی: Usability) شاخصه‌ای است که میزان سهولت کاربری یک ابزار را نشان می‌دهد.
تعریف کاربردپذیری از دیدگاه « سازمان بین‌المللی استانداردسازی »:
میزانی که یک محصول می‌تواند توسط کاربران خاصی برای رسیدن به هدفی معین، مورد استفاده قرار گرفته و در حین استفاده، ضمن داشتن اثربخشی و کارایی، رضایت کاربر را در زمینهٔ مورد استفاده تأمین کند.

## اهداف کاربردپذیری
هدف‌های اصلی در کاربردپذیری عبارتند از:
- کارآمدی یا اثربخشی (Effectiveness)

نشان می‌دهد که یک محصول، چقدر در زمینه مورد استفاده‌اش، مناسب و اثربخش است. خصیصهٔ کارآمدی، به توانایی محصول در برآورده‌کردن نیازهای کاربر اشاره می‌کند.
- کارآیی (Efficiency)

نشان می‌دهد که یک محصول، چقدر به کاربران کمک می‌کند تا کار (Task) مورد نظرشان را به انجام برسانند. خصیصهٔ کارآیی، به کیفیت عملکرد محصول در زمان استفاده، و قابلیت‌های آن برای افزایش بهره‌وری اشاره می‌کند.
- ایمنی (Safety)

نشان می‌دهد که یک محصول، چگونه از کاربران در مقابل شرایط خطرناک و وضعیت‌های ناخواسته، محافظت می‌کند. یک محصول خوب، باید از کاربر در برابر عوامل خارجی خطرناک (مثل تشعشع)، یا انجام اعمال ناخواسته به طور اتفاقی، محافظت کرده و در صورت امکان، به قابلیت‌های واگرد (Undo)، و ترمیم (Recovery) و احیا (Restore) نیز مجهز باشد.
- امکانات (Utility)

نشان می‌دهد که یک محصول، چه قابلیت‌های عملیاتی مناسبی را فراهم می‌کند تا کاربران بتوانند آنچه را که می‌خواهند، انجام دهند، یا به آنچه که نیاز دارند، دست پیدا کنند. یک محصول خوب، باید امکانات متنوعی را برای ساده‌کردن و تسریع انجام عملیات‌ها - به روشی که کاربر می‌پسندد - فراهم کند. مثلاً برخی نرم‌افزارها به میان‌بُرهایی مجهز هستند که انجام یک عملیات طولانی را ساده‌تر می‌کنند.
- آموزش‌پذیری (Learnability)

نشان می‌دهد که آموختن نحوه استفاده از سیستم، چقدر آسان است.
- یادآوردپذیری (Memorability)

نشان می‌دهد که به خاطرآوردن نحوه استفاده از یک محصول، چقدر آسان است؛
معمولاً هدف‌های کاربردپذیری در قالب پرسش مطرح می‌شوند تا جنبه‌های مختلف یک محصول، مورد ارزیابی قرار بگیرد. برای نمونه، پرسش «چه مدت طول می‌کشد تا کاربر، نحوه استفاده از قابلیت‌های اولیه این مرورگر وب را یاد بگیرد؟» هدف «آموزش‌پذیری» را مورد ارزیابی قرار می‌دهد.

## تست کاربردپذیری
برای سنجش میزان کاربردپذیری یک محصول یا سرویس، از آزمون‌های کاربردپذیری استفاده می‌کنند که با متدهای مختلفی می‌تواند انجام پذیرد. مطابق با تعریف دپارتمان خدمات سلامت آمریکا (HHS)، «آزمون کاربردپذیری یا Usability Testing به ارزیابی یک محصول یا سرویس می‌گویند که با انجام یک آزمایش روی نمایندگانی از کاربران صورت می‌گیرد. به طور معمول در طول انجام این آزمون، شرکت‌کنندگان سعی می‌کنند تا کارهایی را که به آنها واگذار شده به انجام برسانند و به صورت همزمان مشاهده‌گران فعالیت‌های آنها را تحت نظر می‌گیرند، به آنها گوش می‌دهند و یادداشت برمی‌دارند.» 

## روز جهانی کاربردپذیری
روز جهانی کاربردپذیری هر سال در روز ۱۱ نوامبر برابر با ۱۹ آبان در جهان برگزار می‌گردد.
در ایران نیز از سال ۱۳۸۹ توسط جمعی از علاقه‌مندان برگزار می‌گردد.